# KTM-19
KTM-19 (seria 71-619) – czteroosiowy, wysokopodłogowy tramwaj zaprojektowany i produkowany seryjnie od roku 1999 w Ust-Katawskiej Fabryce Wagonów (UKWZ) Rosja. KTM-19 jest najnowocześniejszym seryjnie produkowanym pojazdem w tej fabryce. Pomimo wykorzystania na etapie projektu i budowy rozwiązań konstrukcyjnych z modeli KTM-5 i KTM-8, jest to zupełnie nowa generacja wagonów tramwajowych. Tramwaj ten jeździ głównie w rosyjskich miastach, a także w kilku zagranicznych. Produkcja tego modelu uchroniła wiele linii, a nawet sieci tramwajowych przed likwidacją.

## Nazwa
Tramwaj ma dwie nazwy: schematyczną 71-619 i półoficjalną KTM-19. Oznaczenie 71-619 jest nazwą schematyczną stosowaną dla wielu maszyn w dawnym ZSRR, 71 oznacza tramwaj, 600 – numer fabryki (UKWZ), natomiast 19 – numer modelu. Dodatkowe litery oznaczają modyfikacje.
Nazwa półoficjalna KTM-19 oznacza Katawski Tramwaj model 19. Dodatkowe litery oznaczają modyfikacje. W podobny sposób oznaczano tramwaje produkowane w całym ZSRR, np. ЛМ oznacza tramwaj wyprodukowany w Leningradzie (obecnie Petersburg).

## Geneza

Schemat tramwaju KTM-19

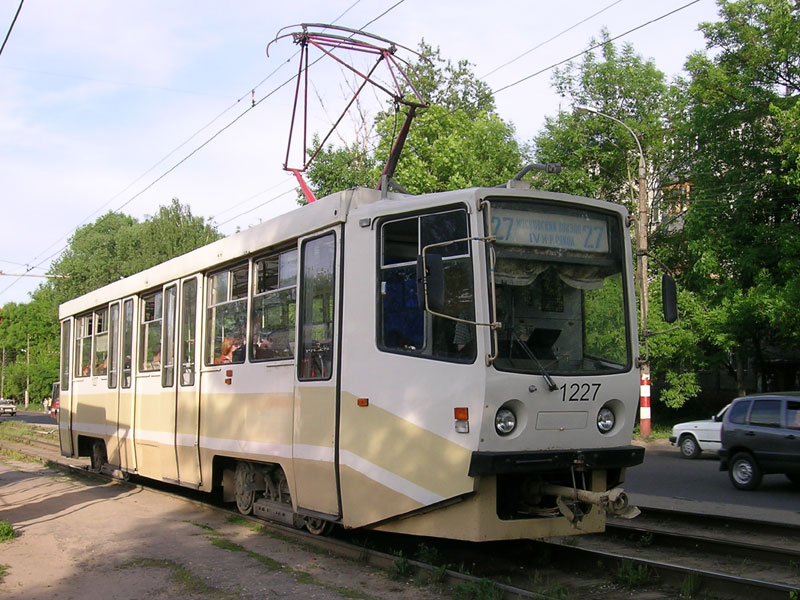
Tramwaj KTM-8 (w malowaniu takim samym jak KTM-19) – poprzednik KTM-19

Po rozpadzie Związku Radzieckiego w latach 90. podstawą komunikacji tramwajowej w Rosji były przestarzałe technologicznie tramwaje typu KTM-5 i KTM-8. Inna sytuacja była jedynie w dwóch największych miastach kraju, Moskwie i Sankt Petersburgu – trzon taboru moskiewskiego stanowiły tramwaje produkcji czechosłowackiej (Tatra), natomiast Petersburg obsługiwały wagony produkcji miejscowej (serie ЛМ). W mniejszych miastach stan techniczny taboru był bardzo zły. Zakup zagranicznych tramwajów uniemożliwiała szerokość torów (1524 mm w krajach dawnego ZSRR, podczas gdy w pozostałych krajach europejskich najczęściej 1435 mm), a koszt opracowania i następnie zbudowania wózków jest jednym z największych kosztów budowy. W Ust-Katawskiej Fabryce Wagonów podjęto więc decyzję o opracowaniu nowych typów tramwajów. Powstało kilka prototypów jak KTM-11 i KTM-16, jednak do produkcji seryjnej wszedł dopiero KTM-19. Umożliwiło to modernizację taboru tramwajowego rosyjskich miast. W produkcji poszczególnych modeli dochodziło potem do różnych modernizacji i zmian konstrukcyjnych, przez co tramwaj 71-619А różni się bardzo od prototypów 71-619.

## Konstrukcja

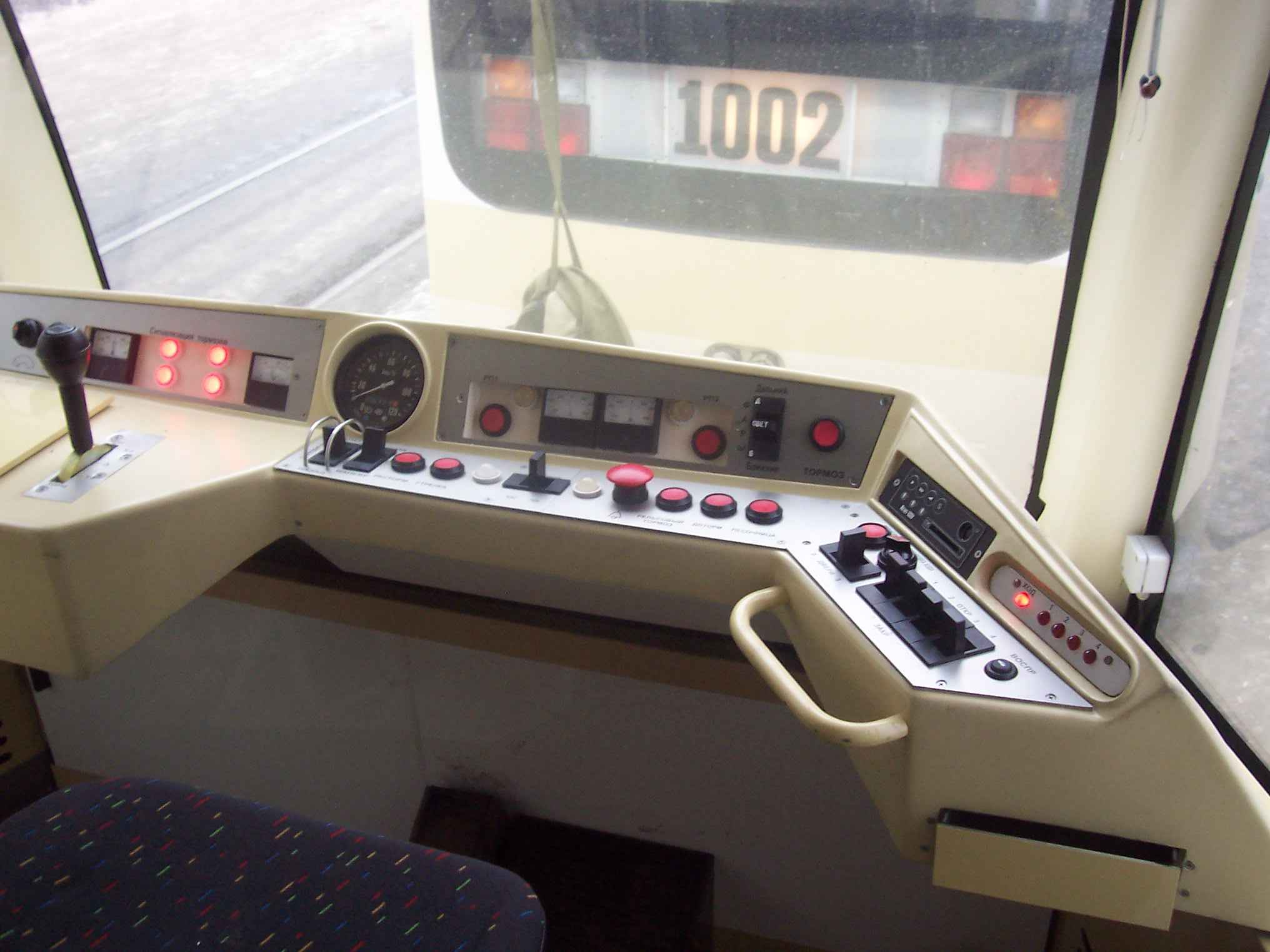
Pulpit sterowniczy

### Różnice w stosunku do poprzednich modeli
W KTM-19 zastosowano wiele rozwiązań z poprzednich modeli KTM-5, KTM-8. Do głównych różnic należy zaliczyć wydłużenie oraz zwężenie pudła. Zastosowano drzwi otwierane do środka podobnie jak w autobusach. Poprawiono też kabinę sterowniczą, zastosowano lepsze materiały wykończeniowe, a także zmieniono światła na bardziej kanciaste (KTM-8 ma okrągłe).

### Wnętrze

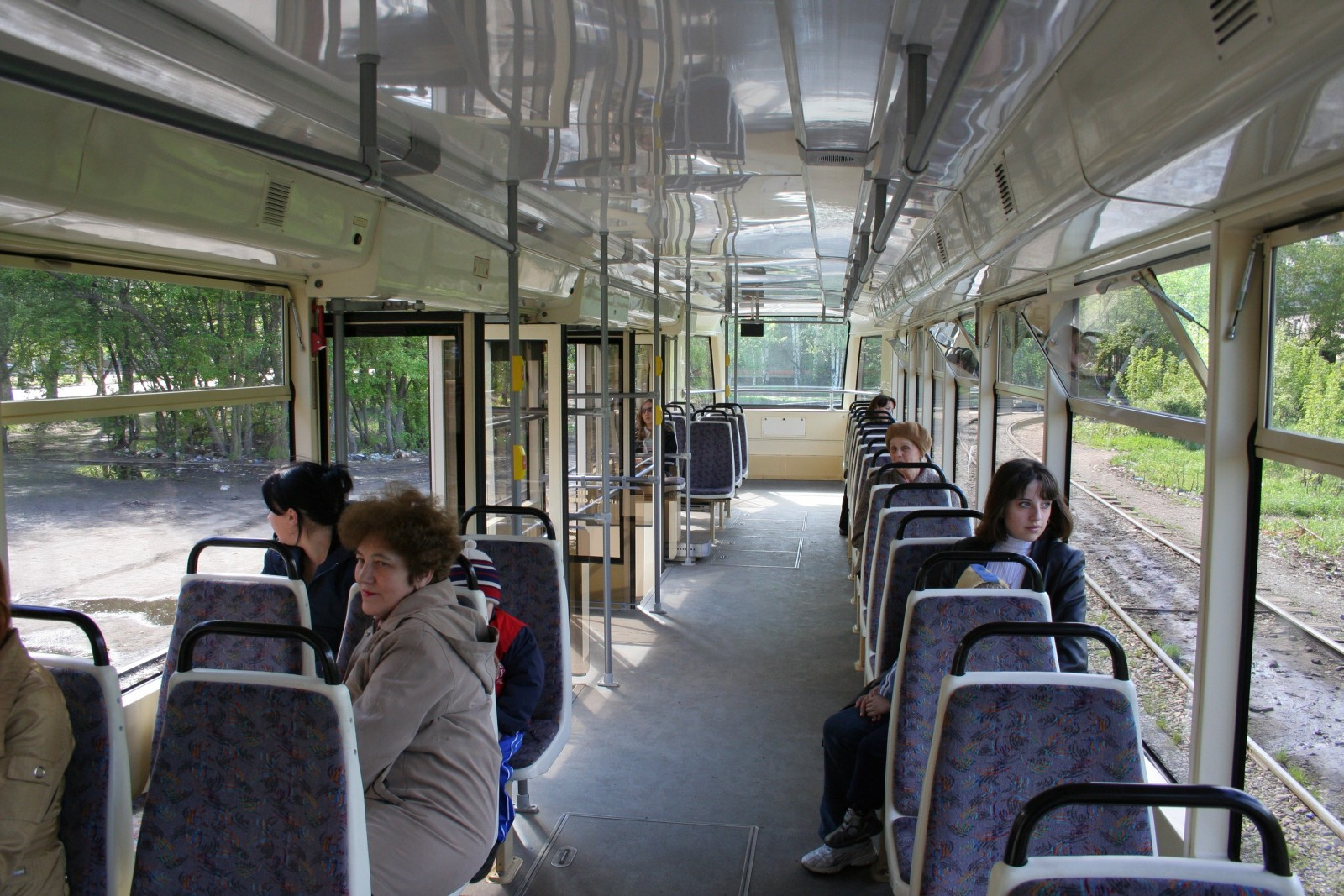
Wnętrze

KTM-19 ma wszystkie siedzenia ustawione przodem do kierunku jazdy. Pod lewą ścianą (tą bez drzwi) znajdują się siedzenia pojedyncze, podobnie jak w tramwajach Konstal 105N i pochodnych. Natomiast pod ścianą prawą (z drzwiami) znajdują się siedzenia podwójne. Siedzenia są mocowane podobnie jak w tramwaju Konstal 105N – na metalowym stelażu przymocowanym do podłogi i ściany.

### Wózki
Tramwaj KTM-19 podobnie jak modele poprzednie KTM-5 i KTM-8 oraz polskie tramwaje Konstal 105N ma dwa wózki dwuosiowe (układ osi BoBo). Wózki pochodzą z tramwaju KTM-8 (z tą różnicą, że zostały wzmocnione, gdyż wzrosła masa pojazdu). Wersja dla Rostowa (normalnotorowa) ma niemalże identyczne wózki co wersja szerokotorowa, tylko nieco węższe.

### Pantograf
Początkowo w KTM-19 stosowano pantografy typu wiedeńskiego, używane bardzo często w wielu różnych tramwajach. W wyniku modyfikacji oraz remontów standardowe pantografy zastępowano połówkowymi. Jednakże we wszystkich typach modyfikacji oprócz 71-619А (gdzie zastosowano wyłącznie pantografy połówkowe) oraz 71-619КС (gdzie zachowano pantografy standardowe) można znaleźć zarówno egzemplarze z pantografami wiedeńskimi, jak i połówkowymi.

### Modyfikacje

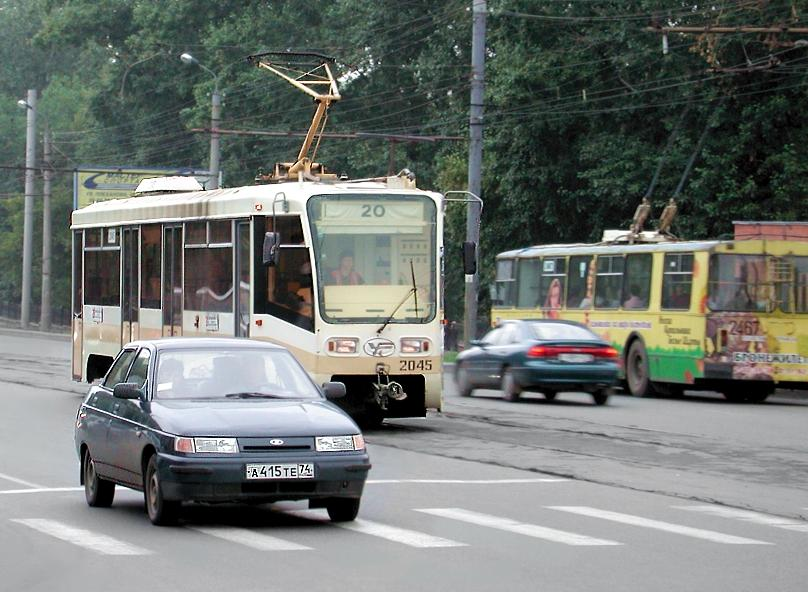
71-619КТ ma już połówkowy pantograf mimo tego, że pochodzi z pierwszych lat produkcji

- 71-619 – dwa prototypowe wagony zbudowane w 1999; jeden z nich jeździ w Moskwie, drugi w Czelabińsku.
- 71-619КТ – wersja ze zmienioną elektroniką, produkowaną przez firmę Kanołus.
- 71-619КС – wersja z dwumiejscową kabiną przeznaczoną do nauki jazdy (typ używany tylko w Moskwie).
- 71-619КМ (К-01) – wersja z wózkami dwustopniowego zawieszenia typu Miegi; ma elektroniczną tablicę i klimatyzację sterowaną z kabiny motorniczego.
- 71-619К-02 – wersja zbudowana specjalnie dla Rostowa nad Donem, mająca rozstaw kół 1435 mm (normalnotorowy, podczas gdy w krajach dawnego ZSRR stosuje się rozstaw szerokotorowy – 1524 mm)[7].
- 71-619КТМ (КТ-01) – zakres modyfikacji taki jak w 71-619КТ i 71-619КМ (К-01).
- 71-619КТУ (КТ-02) – modyfikacje takie jak w 71-619КТМ (КТ-01); jest to wersja normalnotorowa projektowana dla Rostowa nad Donem (planowana też na eksport).
- 71-619А – wersja wyposażona tak jak 71-619КТМ (КТ-01), dodatkowo z napędem asynchronicznym; jeździ w Moskwie, Złatouście i Ufie[8].

## Wady i zalety[4]

### Zalety
- bardzo prosta i trwała konstrukcja
- niska awaryjność
- znacznie wyższa jakość i estetyka w porównaniu do poprzednich modeli tej firmy
- niska cena (nawet czterokrotnie mniejsza niż tramwajów zachodnich)
- możliwość łączenia nawet do czterech wagonów w jeździe wielokrotnej (w praktyce wykorzystuje się maksymalnie dwa)
- wózki szerokotorowe (rozstaw torów powoduje znacznie niższą opłacalność kupowania wagonów z Zachodu)

### Wady
- wysoka podłoga (obecnie większość produkowanych tramwajów ma chociażby część niskiej lub średniej podłogi)
- wielość modyfikacji powodująca, że nie wszystkie części pasują do siebie
- przestarzała technologia w porównaniu do wagonów produkowanych w zachodniej Europie
- jakość materiałów i wykończenia niższa niż w tramwajach zachodnioeuropejskich

## Eksploatacja

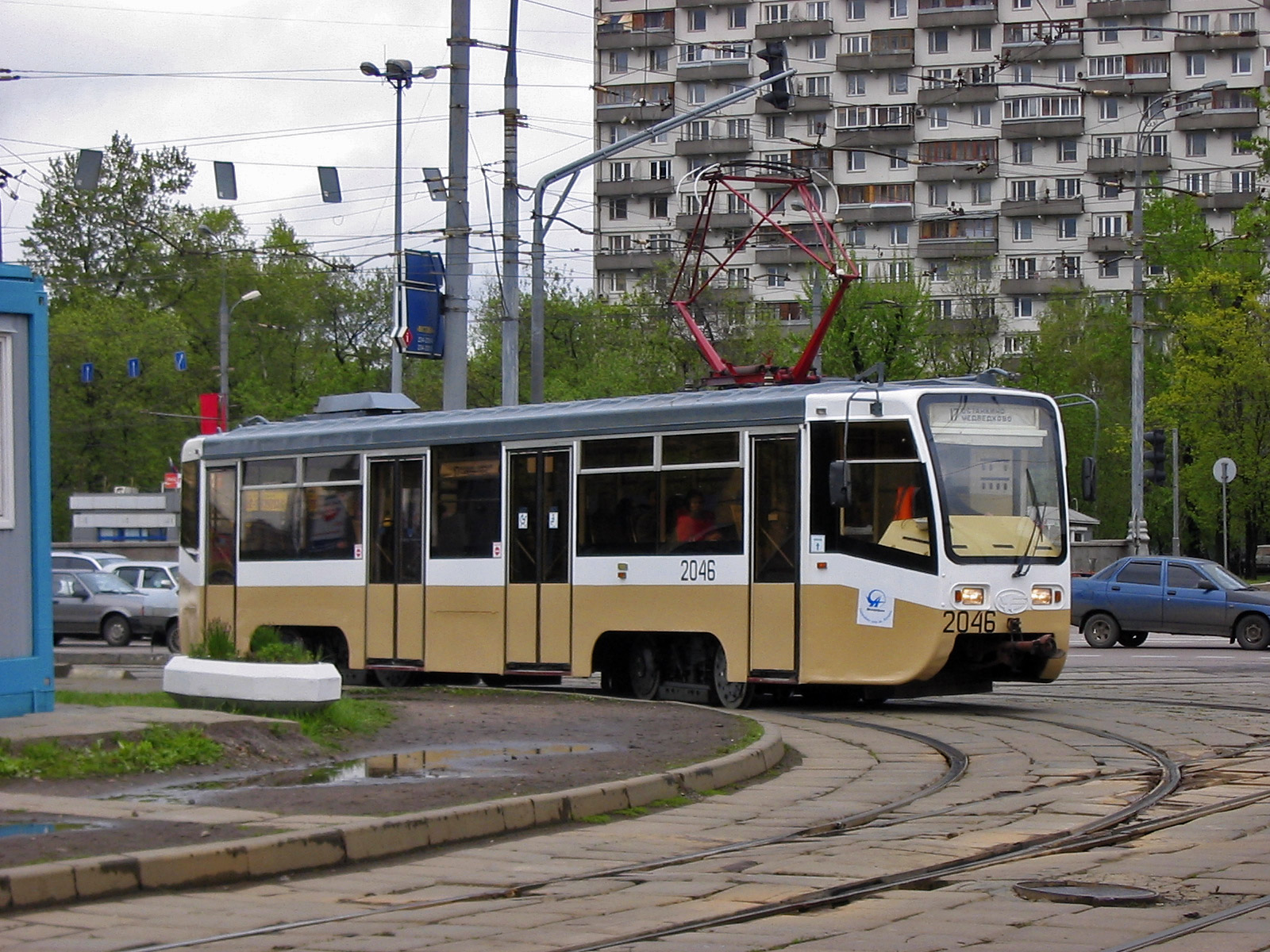
KTM-19 w Moskwie

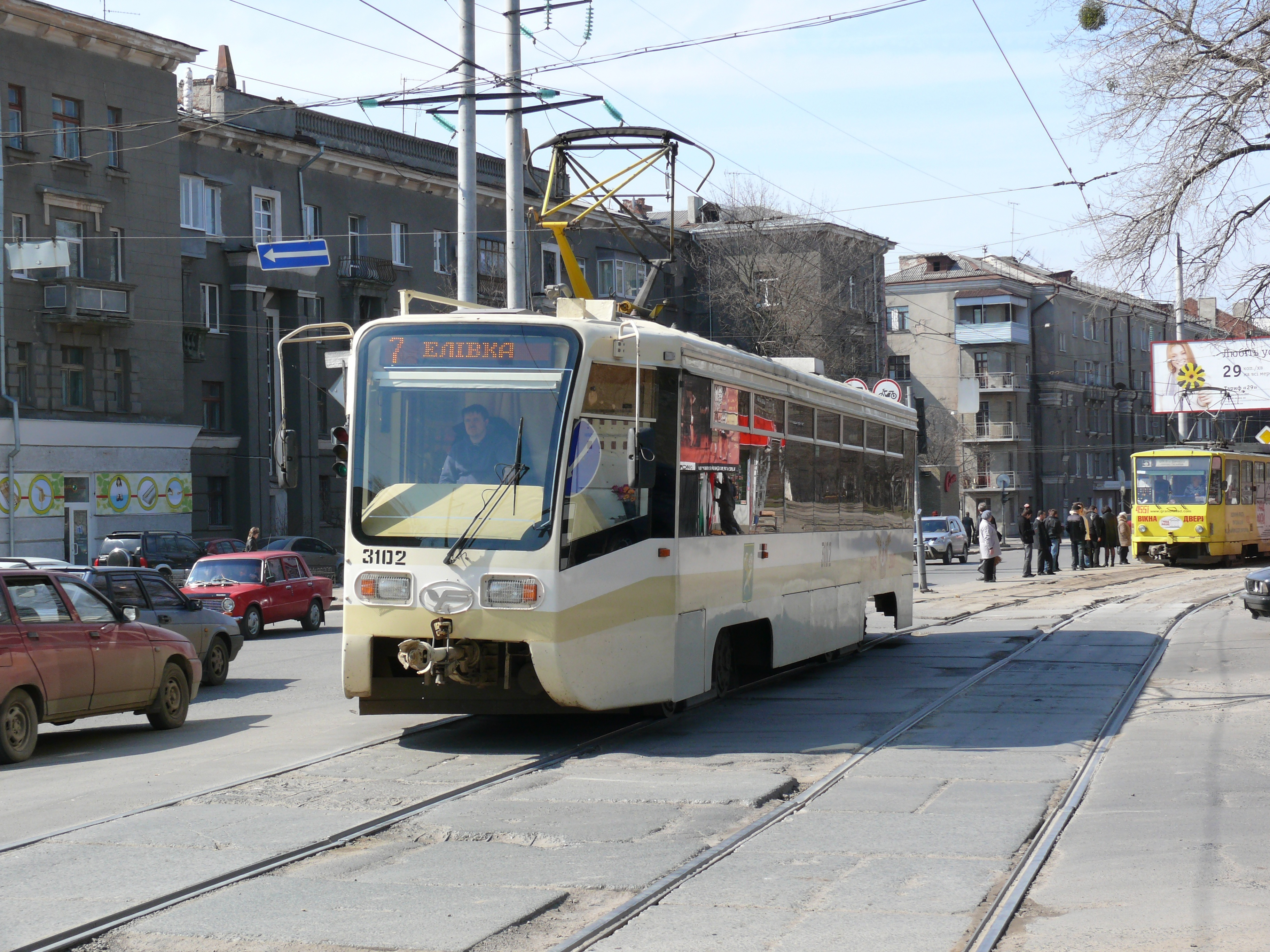
KTM-19 w Charkowie (linia 7)

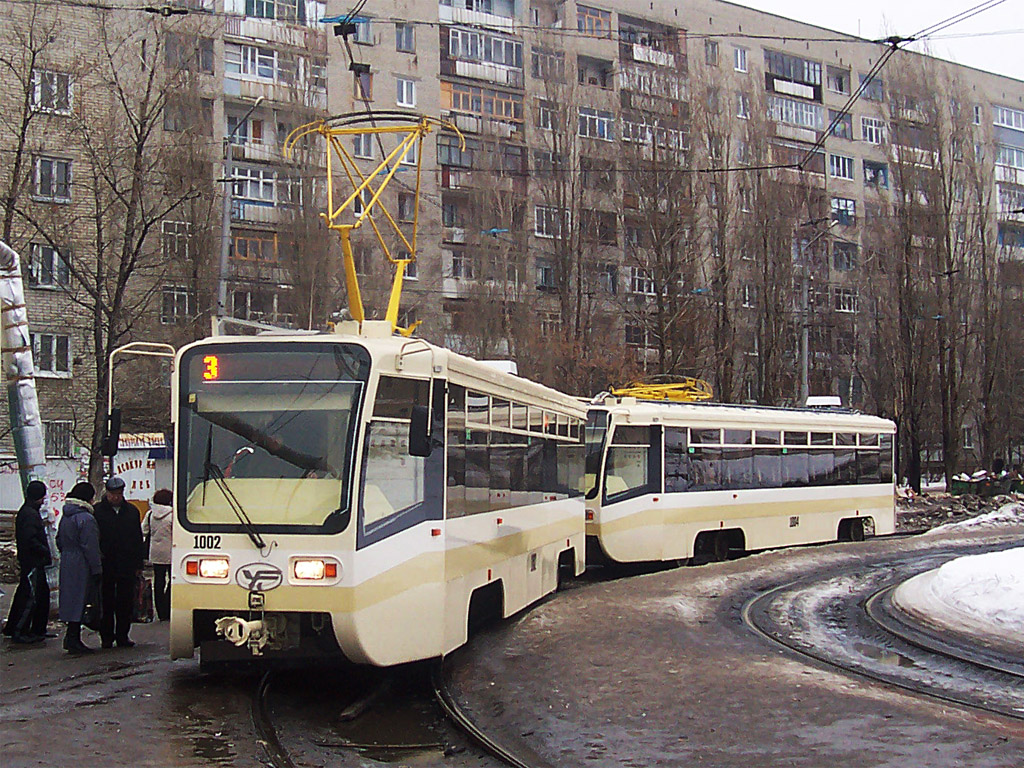
KTM-19 w trakcji podwójnej w Saratowie, drugi wagon ma opuszczony pantograf

## Eksploatacja[9]

### Rosja
- Angarsk – 7 sztuk
- Bijsk – 1 sztuka
- Czelabińsk – 9 sztuk
- Irkuck – 8 sztuk
- Iżewsk – 1 sztuka
- Jarosław – 36 sztuk
- Kazań – 6 sztuk
- Kemerowo – 37 sztuk
- Kołomna – 11 sztuk
- Krasnodar – 10 sztuk
- Krasnojarsk – 4 sztuki
- Magnitogorsk – 15 sztuk
- Moskwa – 114 sztuk
- Nabierieżnyje Czełny – 4 sztuki
- Niżniekamsk – 8 sztuk
- Niżny Nowogród – 29 sztuk
- Nowokuźnieck – 8 sztuk
- Nowosybirsk – 4 sztuki
- Nowotroick – 3 sztuki
- Nowoczerkask – 3 sztuki
- Omsk – 2 sztuki
- Perm – 27 sztuk
- Prokopjewsk – 9 sztuk
- Rostów nad Donem – 19 sztuk
- Saławat – 2 sztuki
- Saratów – 23 sztuki
- Stary Oskoł – 15 sztuk
- Tomsk – 14 sztuk
- Ufa – 2 sztuki
- Ułan Ude – 20 sztuk
- Uljanowsk – 19 sztuk
- Usole Syberyjskie – 2 sztuki
- Wołczansk – 1 sztuka
- Wołżski – 3 sztuki
- Złatoust – 9 sztuk

### Kazachstan
- Pawłodar – 1 sztuka

### Uzbekistan
- Taszkent – 30 sztuk

### Ukraina
- Charków – 10 sztuk

## Galeria

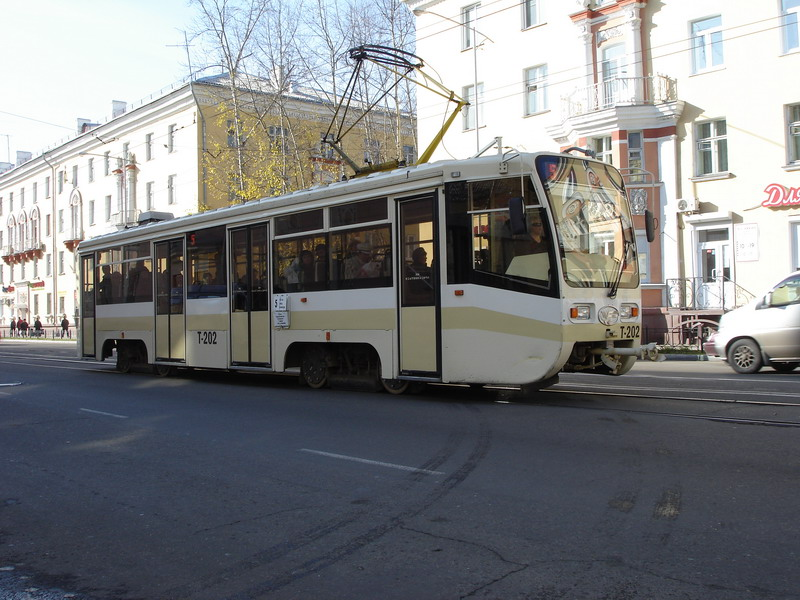
71-619КТ w Angarsku
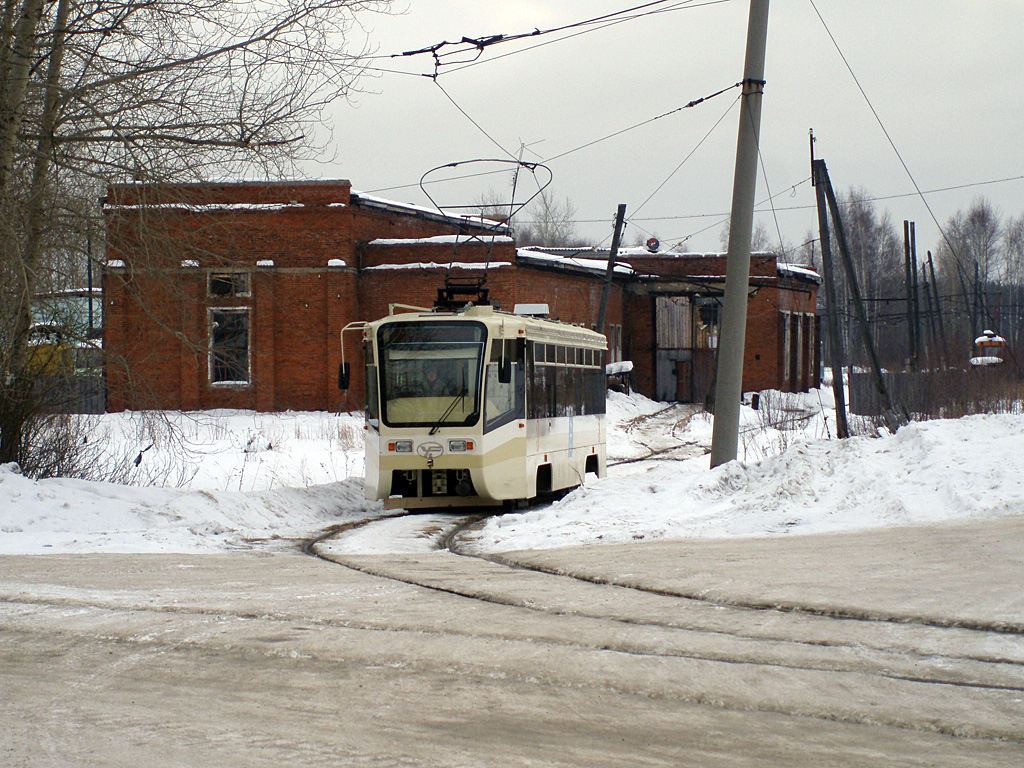
71-619КТ w Wołczańsku
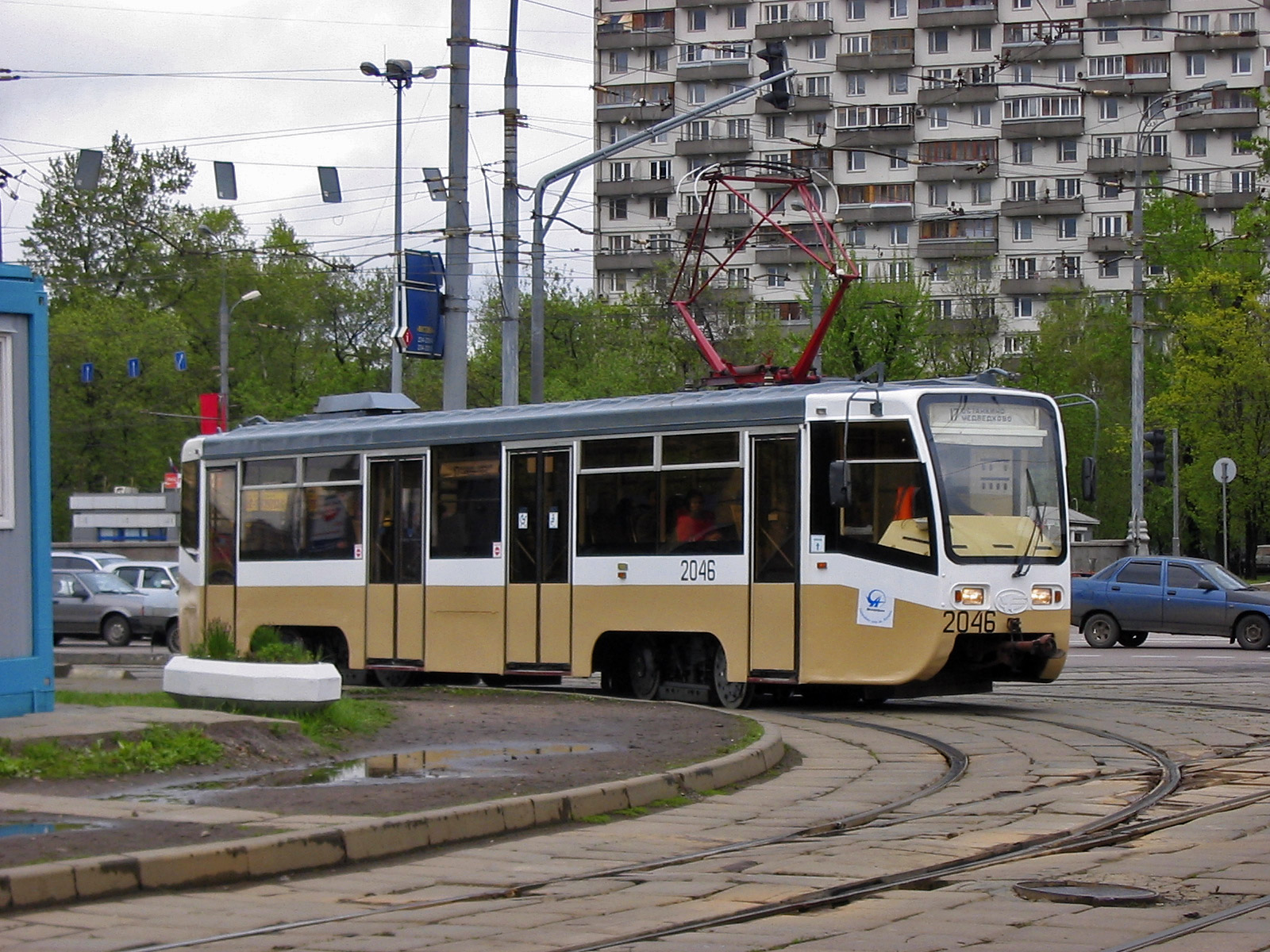
71-619К w Moskwie
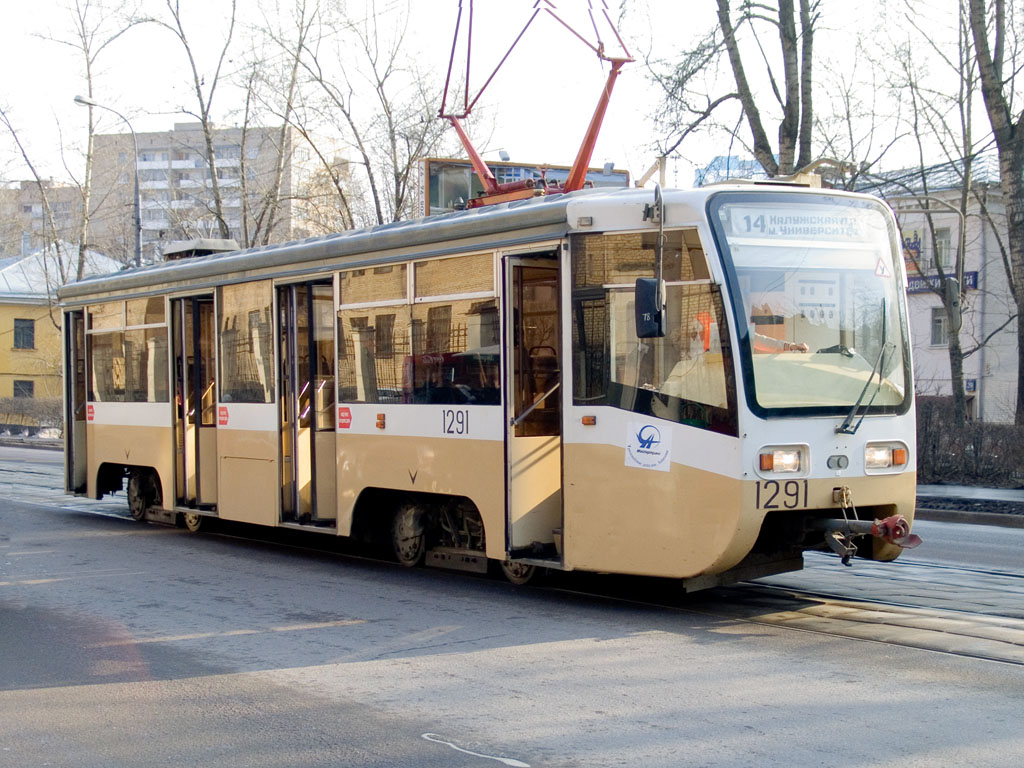
71-619К w Moskwie
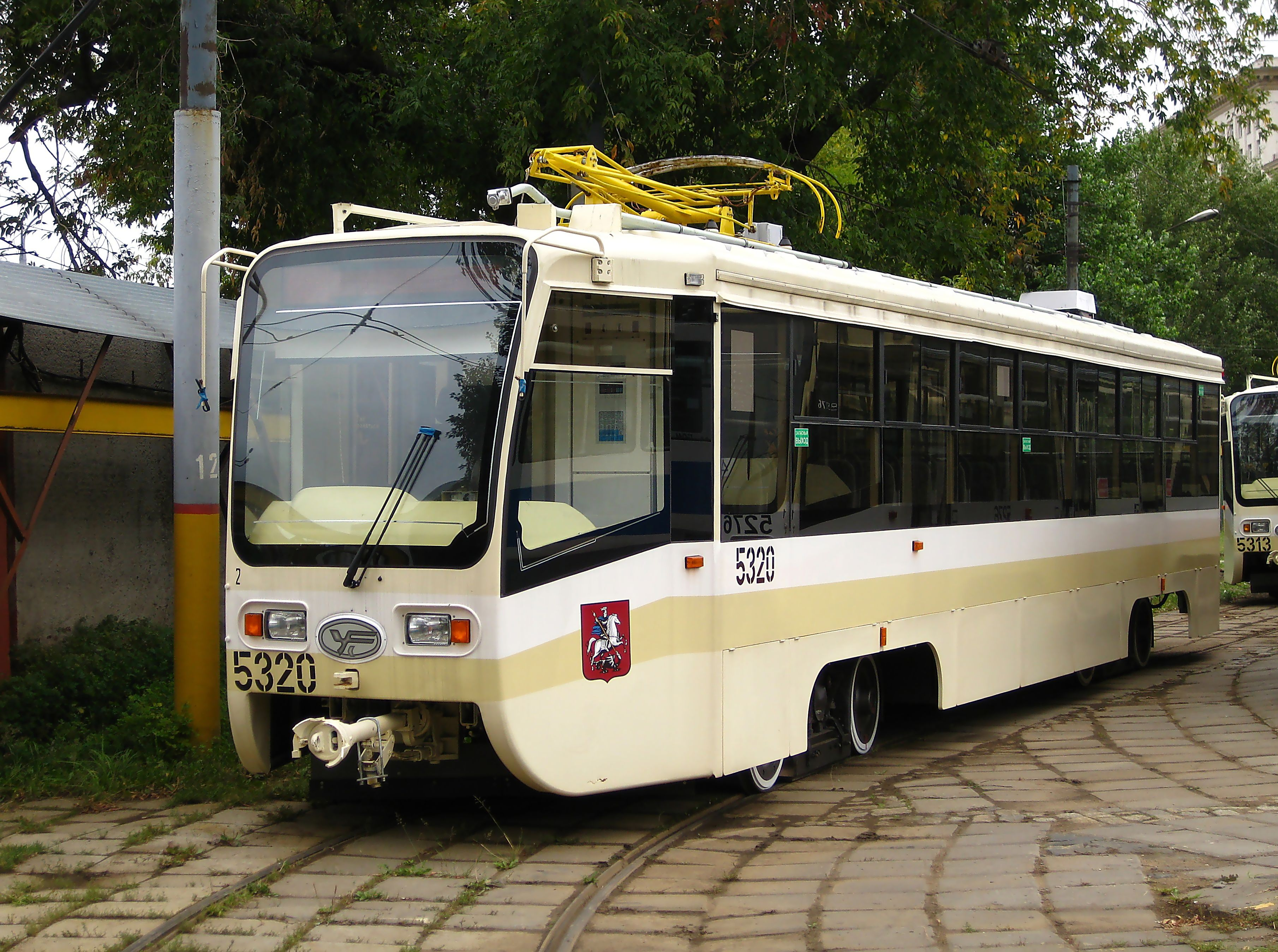
71-619А w Moskwie
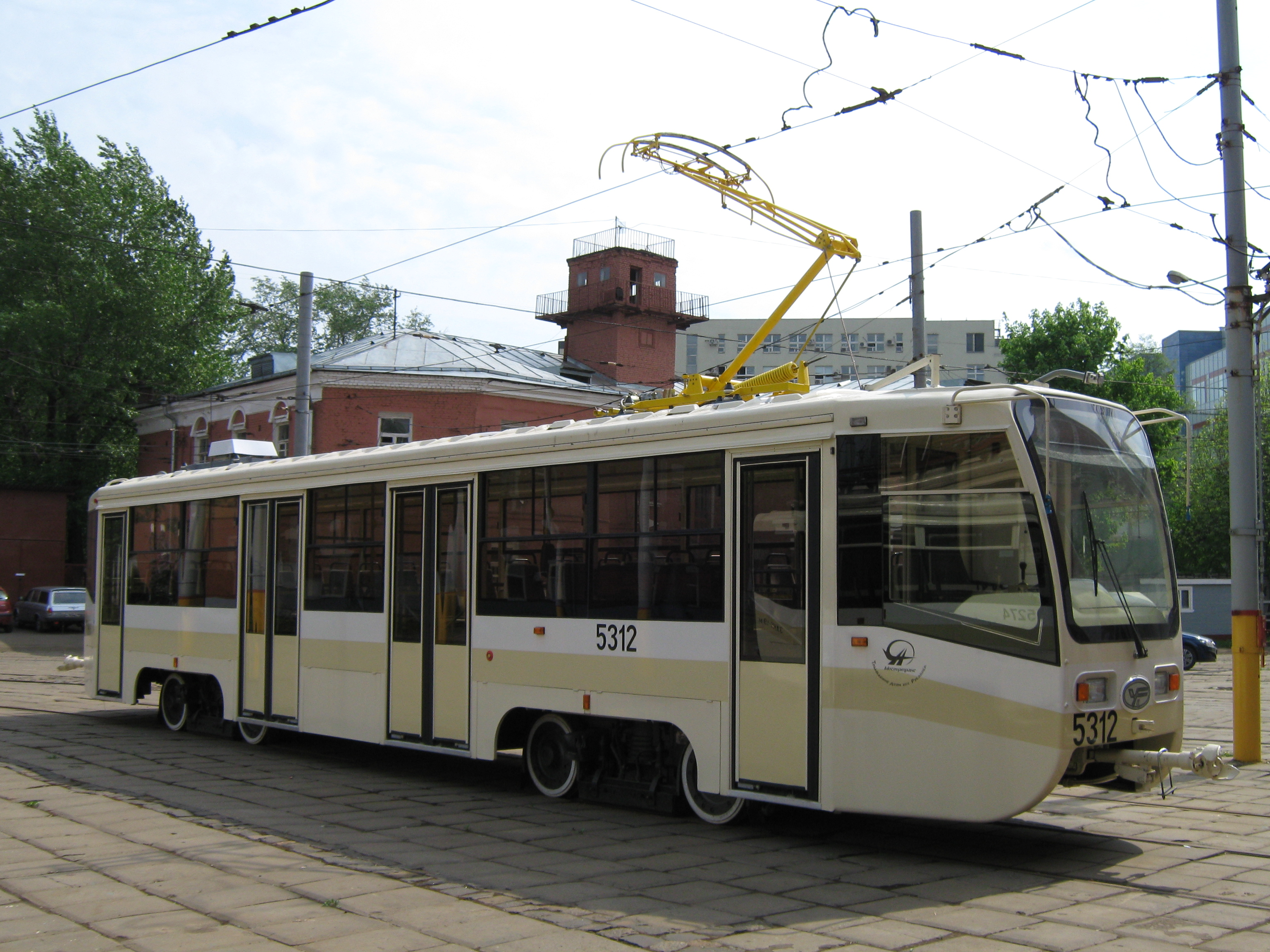
71-619А-01 w Moskwie
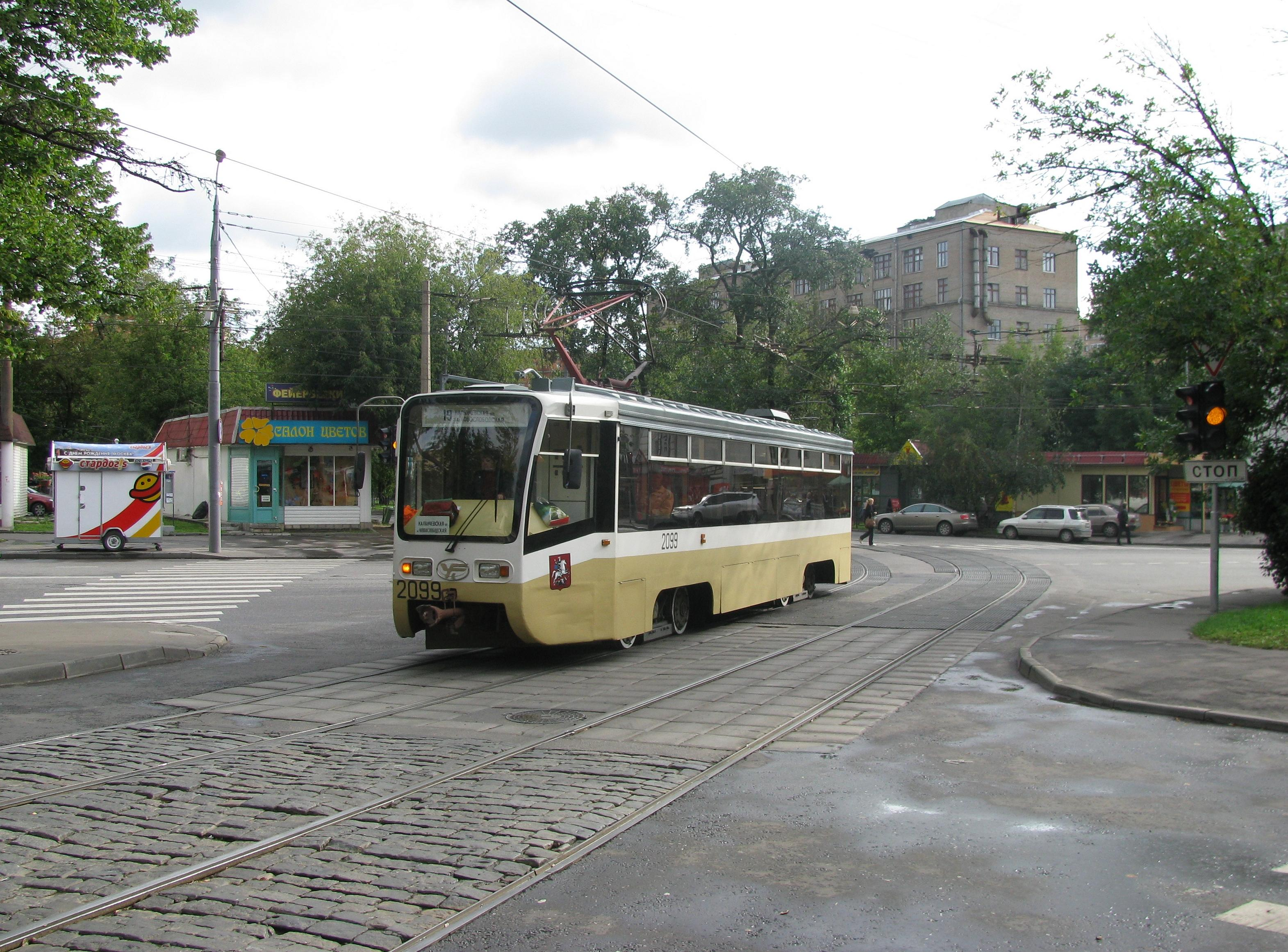
71-619КТ w Moskwie
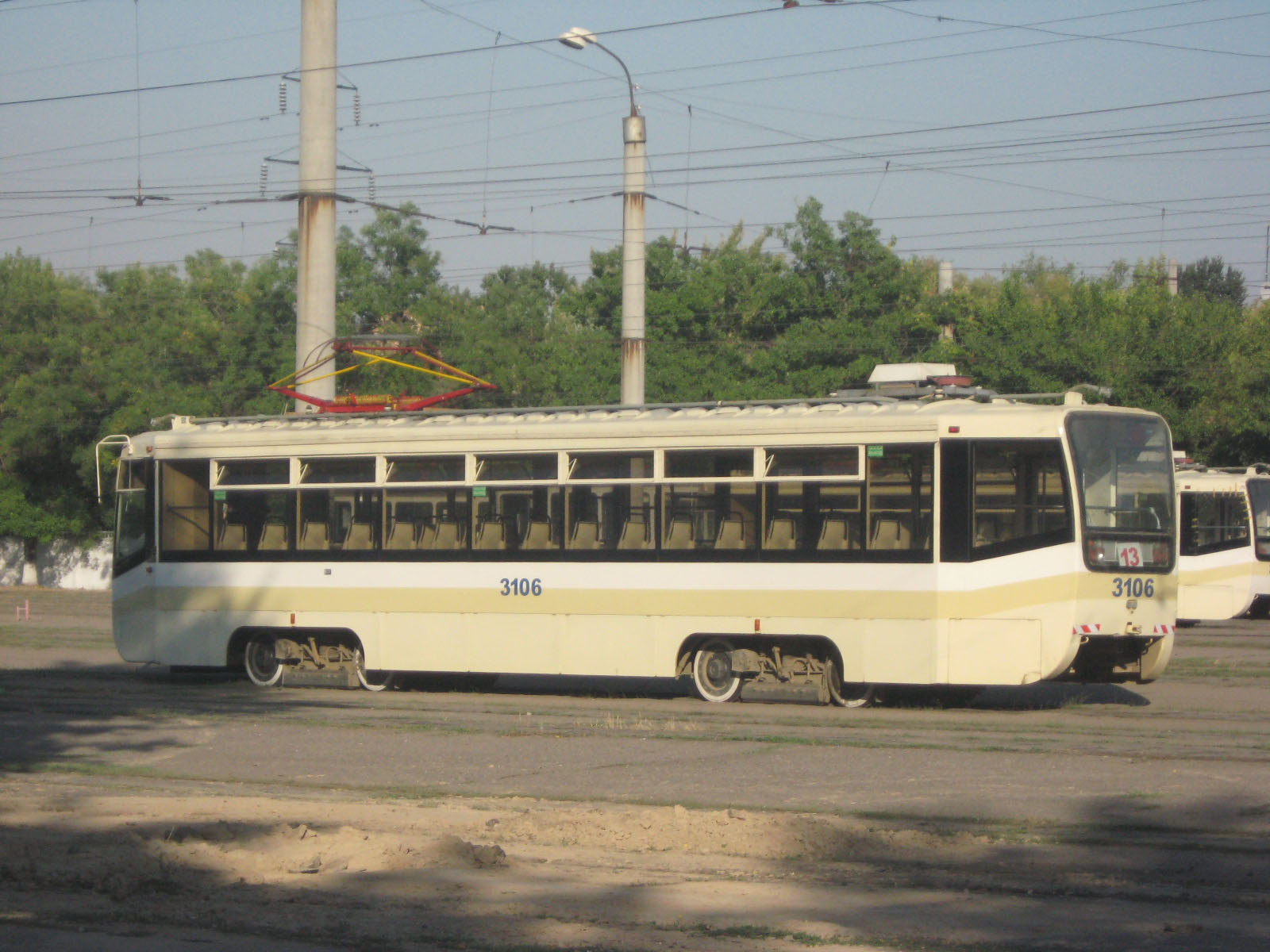
71-619К-01 w Taszkencie
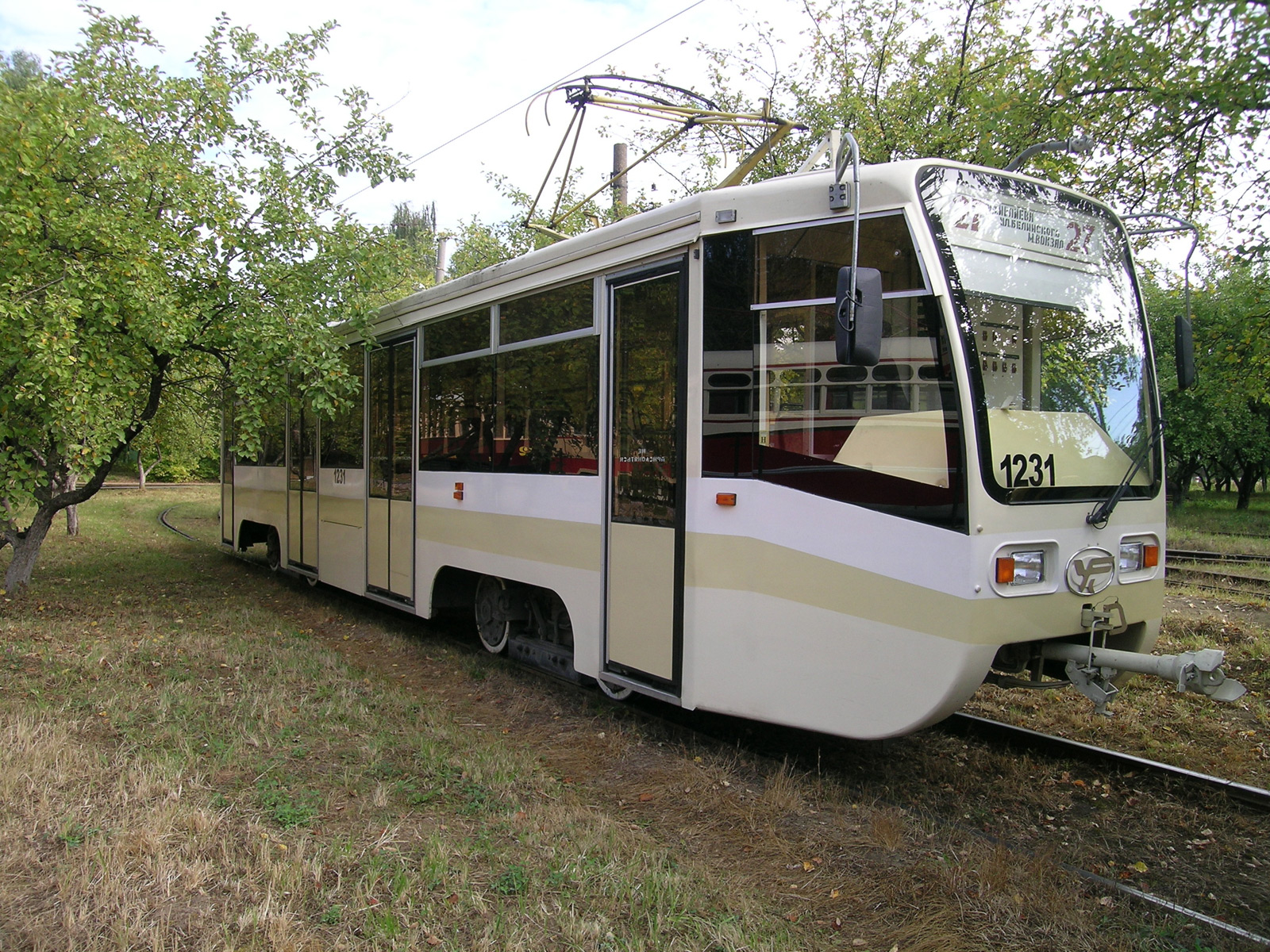
71-619К w Niżnym Nowogrodzie
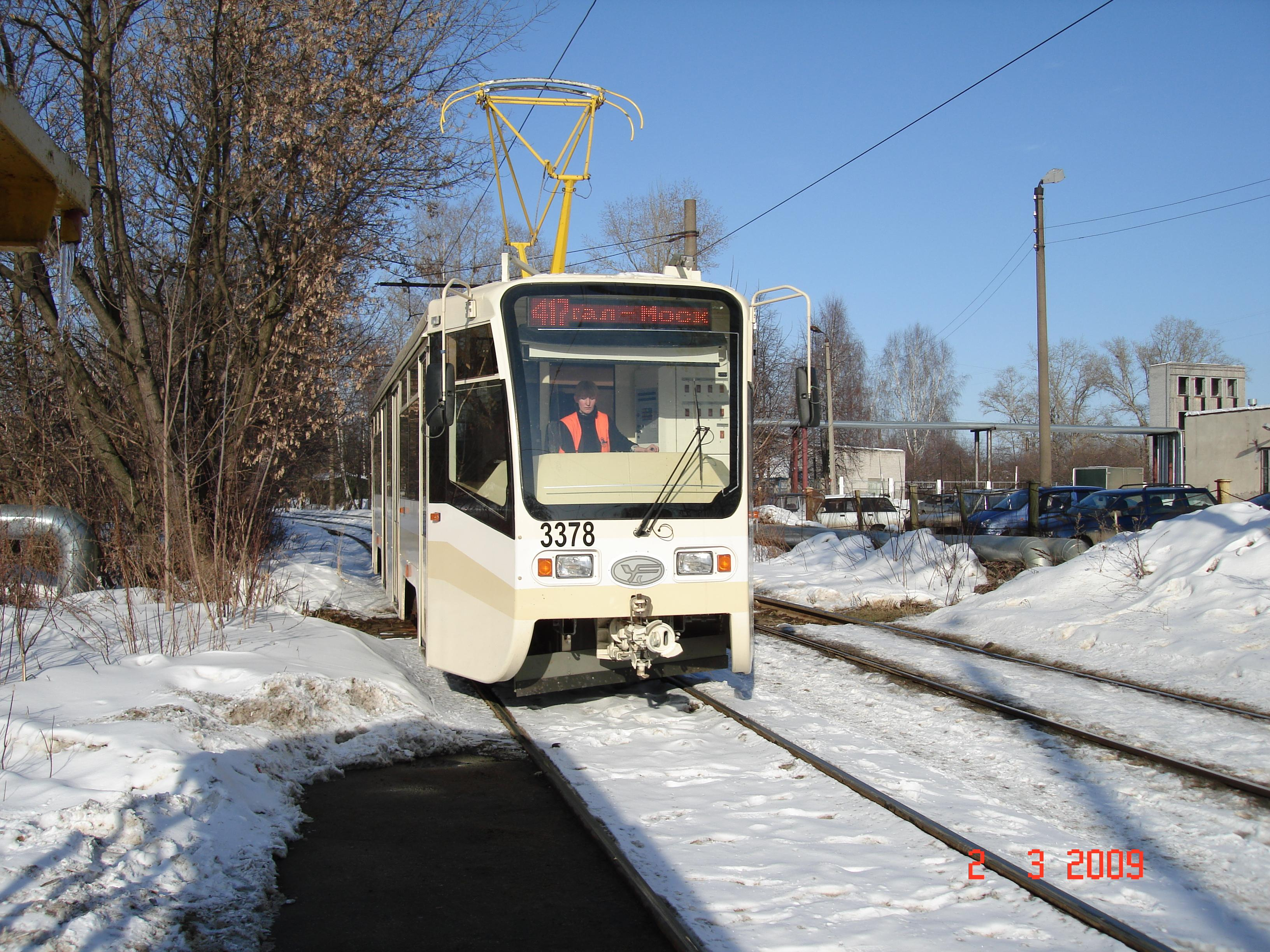
71-619КТ w Niżnym Nowogrodzie
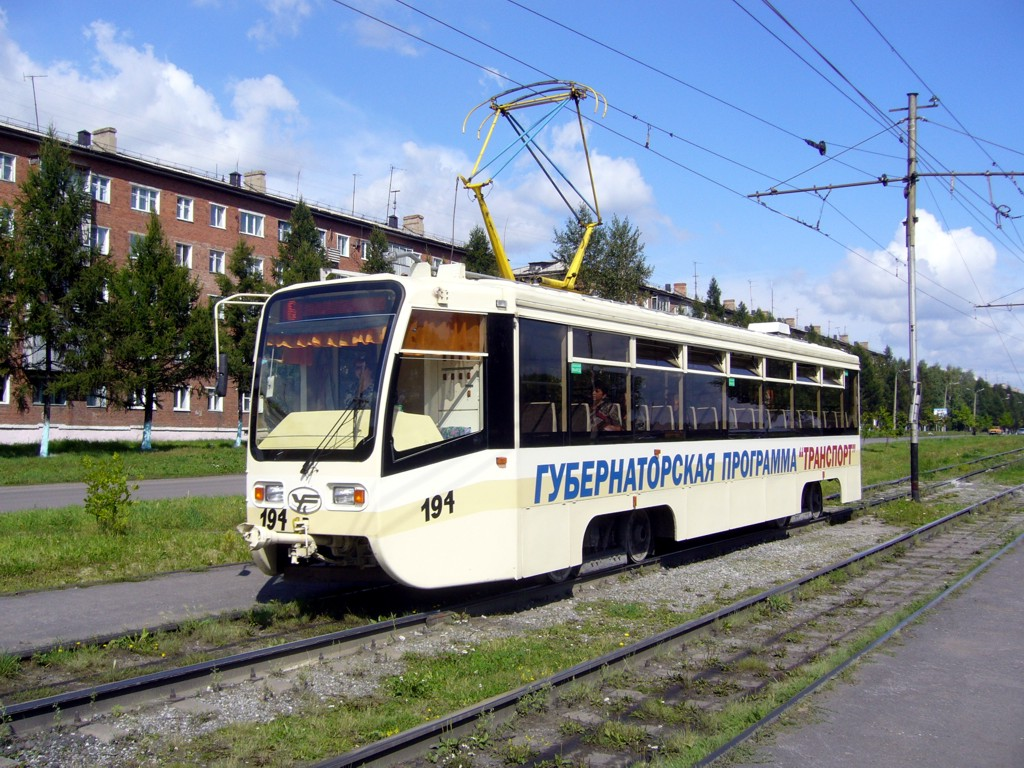
71-619КТ w Prokopjewsku
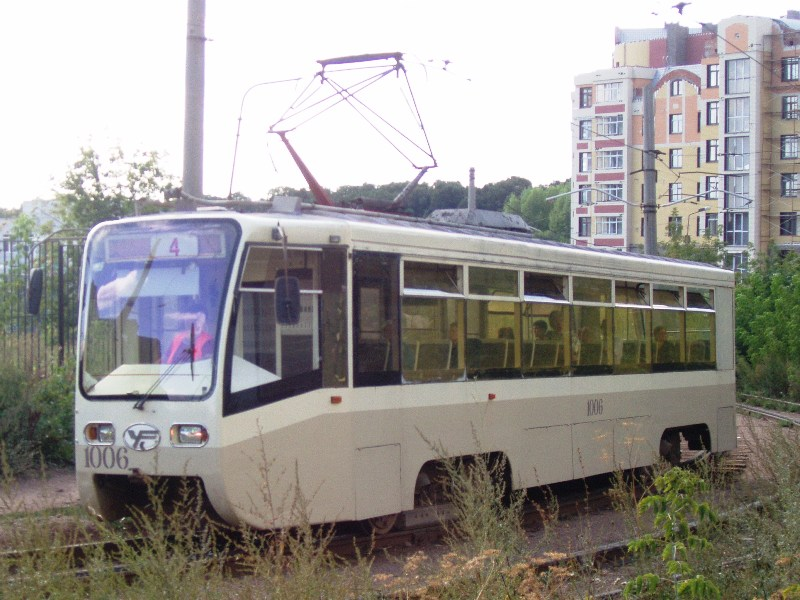
71-619К w Ufie
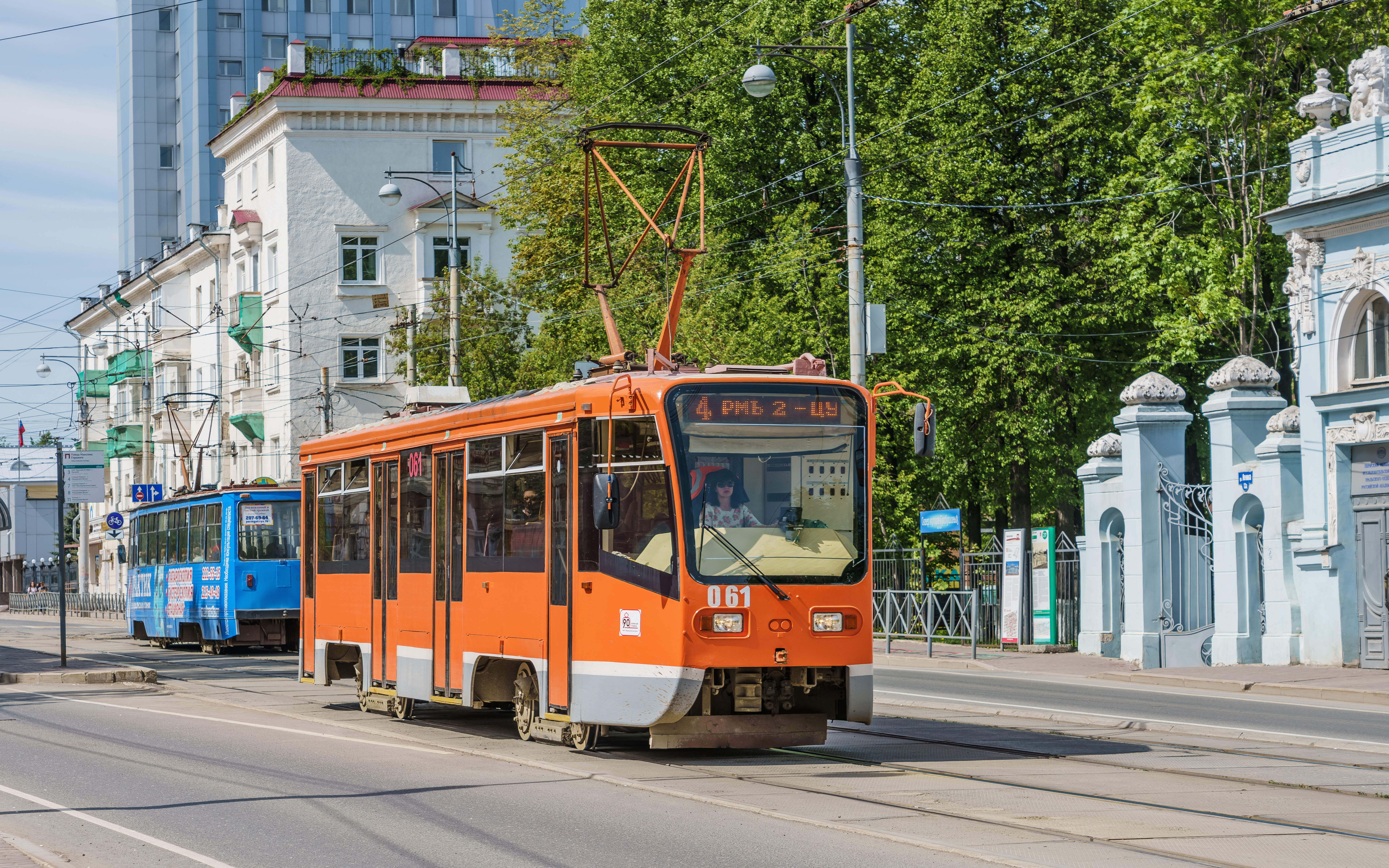
71-619КТ w Permie